# Gustaf Hesselgren
Gustaf Alfred Hesselgren, född 6 juni 1832 i Svennevads socken, Örebro län, död 2 juli 1897 i Stockholm, var en svensk läkare. 

## Biografi
Hesselgren blev student vid Uppsala universitet 1850, medicine kandidat 1856, medicine licentiat 1859 och kirurgie magister 1860. Han var distriktsläkare (extra provinsialläkare) i Hofors distrikt från 1860, andre bataljonsläkare vid Hälsinge regemente i Mohed 1861–1864, förste bataljonsläkare där 1864–1883 och regementsläkare 1883–1894, fältläkare (fördelningsläkare) vid 5:e militärdistriktet 1888–1894 och i Fältläkarkårens reserv 1894. Han var också järnvägsläkare vid bandelen Järbo–Byvalla från 1877 och verksam som medicinsk författare.
Han var far till Kerstin Hesselgren.